# Amine Bassi
Amine Bassi (Bezons, 27 novembre 1997) è un calciatore francese naturalizzato marocchino, centrocampista degli Houston Dynamo.

## Caratteristiche tecniche
Bassi è un trequartista. Pur prediligendo giocare a ridosso delle punte, Bassi è in grado di spaziare in tutto il fronte offensivo, giocando anche come esterno offensivo.

## Carriera

### Club
Cresciuto nel settore giovanile del Nancy, ha debuttato in prima squadra il 6 maggio 2017 disputando l'incontro di Ligue 2 perso 3-0 contro il Monaco.
Il 19 maggio 2021 viene acquistato dal Metz.

### Nazionale
Ha giocato nelle nazionali giovanili marocchine.

## Statistiche

### Presenze e reti nei club
Statistiche aggiornate al 7 novembre 2021.
| Stagione        | Squadra         | Campionato      | Campionato | Campionato | Coppe nazionali | Coppe nazionali | Coppe nazionali | Coppe continentali | Coppe continentali | Coppe continentali | Altre coppe | Altre coppe | Altre coppe | Totale | Totale | Totale |
| Stagione        | Squadra         | Comp            | Pres       | Reti       | Comp            | Pres            | Reti            | Comp               | Pres               | Reti               | Comp        | Pres        | Reti        | Pres   | Reti   |        |
| --------------- | --------------- | --------------- | ---------- | ---------- | --------------- | --------------- | --------------- | ------------------ | ------------------ | ------------------ | ----------- | ----------- | ----------- | ------ | ------ | ------ |
| 2015-2016       | Nancy 2         | CFA2            | 21         | 5          |                 | -               | -               |                    | -                  | -                  |             | -           | -           | 21     | 5      |        |
| 2016-2017       | Nancy 2         | CFA2            | 22         | 6          |                 | -               | -               |                    | -                  | -                  |             | -           | -           | 22     | 6      |        |
| 2018-2019       | Nancy 2         | N3              | 3          | 0          |                 | -               | -               |                    | -                  | -                  |             | -           | -           | 3      | 0      |        |
| 2016-2017       | Nancy           | L1              | 1          | 0          | CF+CdL          | 0               | 0               |                    | -                  | -                  |             | -           | -           | 1      | 0      |        |
| 2017-2018       | Nancy           | L2              | 33         | 7          | CF+CdL          | 3+1             | 1+0             |                    | -                  | -                  |             | -           | -           | 37     | 8      |        |
| 2018-2019       | Nancy           | L2              | 31         | 6          | CF+CdL          | 2+2             | 0               |                    | -                  | -                  |             | -           | -           | 35     | 6      |        |
| 2019-2020       | Nancy           | L2              | 22         | 4          | CF+CdL          | 4+1             | 1+0             |                    | -                  | -                  |             | -           | -           | 27     | 5      |        |
| 2020-2021       | Nancy           | L2              | 19         | 7          | CF              | 0               | 0               |                    | -                  | -                  |             | -           | -           | 19     | 7      |        |
| Totale Nancy    | Totale Nancy    | Totale Nancy    | 106        | 24         |                 | 13              | 2               |                    | -                  | -                  |             | -           | -           | 119    | 26     |        |
| 2021-gen.2022   | Metz            | L1              | 5          | 0          | CF              | 1               | 0               | -                  | -                  | -                  | -           | -           | -           | 6      | 0      |        |
| gen.-giu. 2022  | Barnsley        | FLC             | 15         | 2          | FACup+CdL       | 1+0             | 0+0             | -                  | -                  | -                  | -           | -           | -           | 16     | 2      |        |
| 2022-gen. 2023  | Metz            | L2              | 4          | 0          | CF              | 0               | 0               | -                  | -                  | -                  | -           | -           | -           | 4      | 0      |        |
| Totale Metz     | Totale Metz     | Totale Metz     | 9          | 0          |                 | 1               | 0               |                    | -                  | -                  |             | -           | -           | 10     | 0      |        |
| 2023            | Houston Dynamo  | MLS             | 24         | 9          | USOC            | 5               | 2               | -                  | -                  | -                  | LC          | 4           | 1           | 33     | 12     |        |
| Totale carriera | Totale carriera | Totale carriera | 200        | 46         |                 | 20              | 4               |                    | -                  | -                  |             | 4           | 1           | 224    | 51     |        |

## Palmarès
- Lamar Hunt U.S. Open Cup: 1

Houston Dynamo: 2023